# 祝日

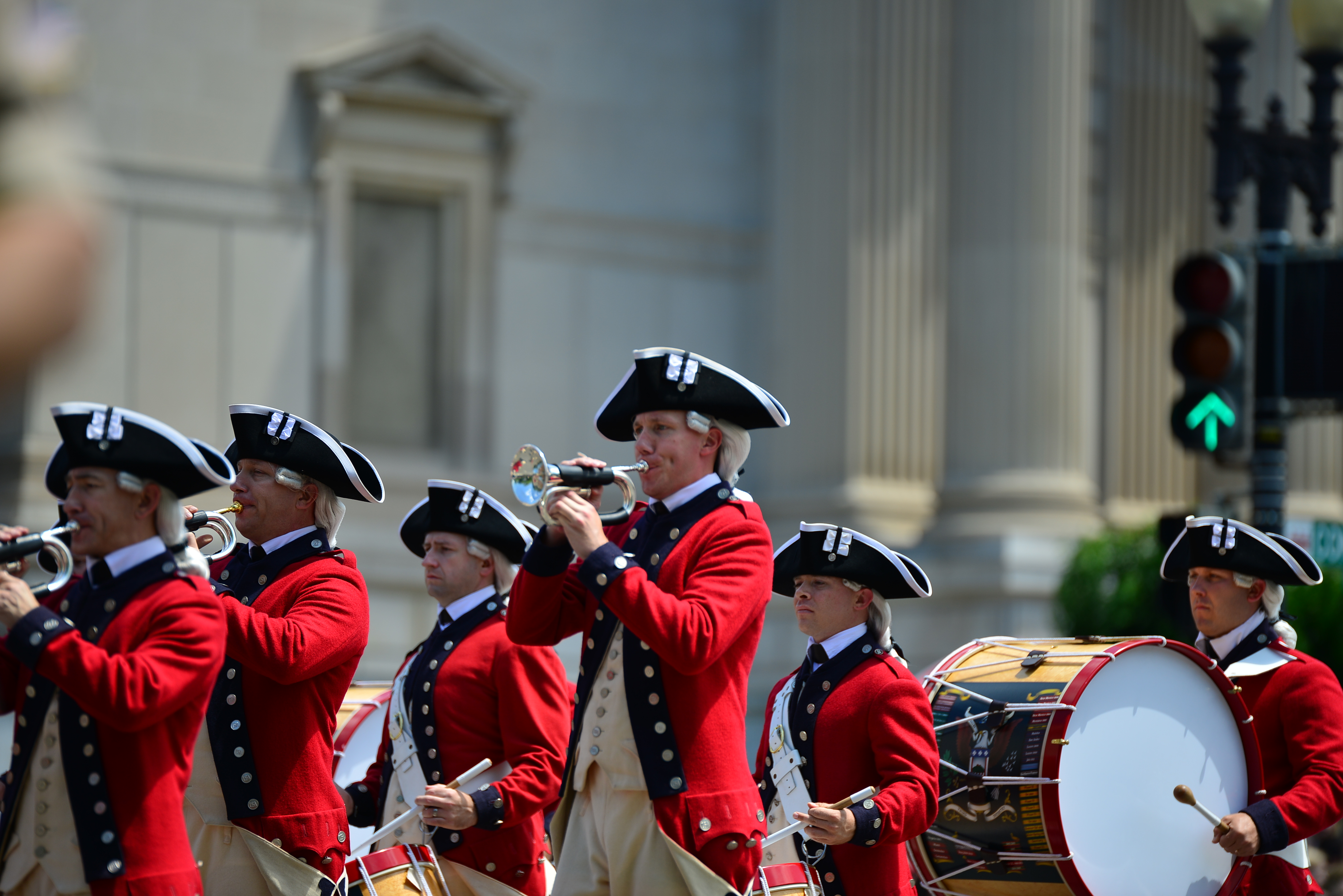
アメリカ独立記念日を祝うパレード

祝日（しゅくじつ）とは、建国や独立などのその国の歴史的な出来事に由来したり、功績のあった人物を称えて制定された記念日。宗教儀礼上の重要な祭祀を行う日である祭日とは異なる。同月日のものは固定祝日（こていしゅくじつ）という。
通常は、各国の法律において定められる。祝日と祭日を合わせ「祝祭日」とする場合もある。国家の休日として制定される場合もある。

## 各国の祝日
以下は、個別記事の一覧である。2014年9月時点で世界一祝祭日の日数が多いのはコロンビアとインドの18日、日本は15日で世界3位の多さである。世界一祝祭日の日数が少ないのはメキシコの7日である。

### アジア
- ウズベキスタンの祝日
- ジョージアの祝日 （グルジア）
- タイ王国の祝日
- 台湾の祝祭日
- 朝鮮民主主義人民共和国の祝日
- 日本
  - 国民の祝日 - 1948年7月20日以降
  - 祝祭日 - 1948年7月19日以前
  - 住民の祝祭日 - 琉球政府時代のその祝日

### アフリカ
- カメルーンの祝日
- ナイジェリアの祝日

### オセアニア
- パラオの祝日

### ヨーロッパ
- ドイツの祝日

### その他
- 満洲国の祝祭日

上記にない国等は、各国等のページに祝祭日の節を設けて記述してあることが多いので、そちらを参照。また、Category:各国の祝日、en:List of holidays by countryも参照。

## 符号位置
| 記号 | Unicode | JIS X 0213 | 文字参照          | 名称                                              |
| ---- | ------- | ---------- | ----------------- | ------------------------------------------------- |
| ㈷   | U+3237  | -          | &#x3237; &#12855; | 括弧付き祝 PARENTHESIZED IDEOGRAPH CONGRATULATION |
| ㊗   | U+3297  | -          | &#x3297; &#12951; | 丸付き祝 CIRCLED IDEOGRAPH CONGRATULATION         |